# FCO-Schotterwagen

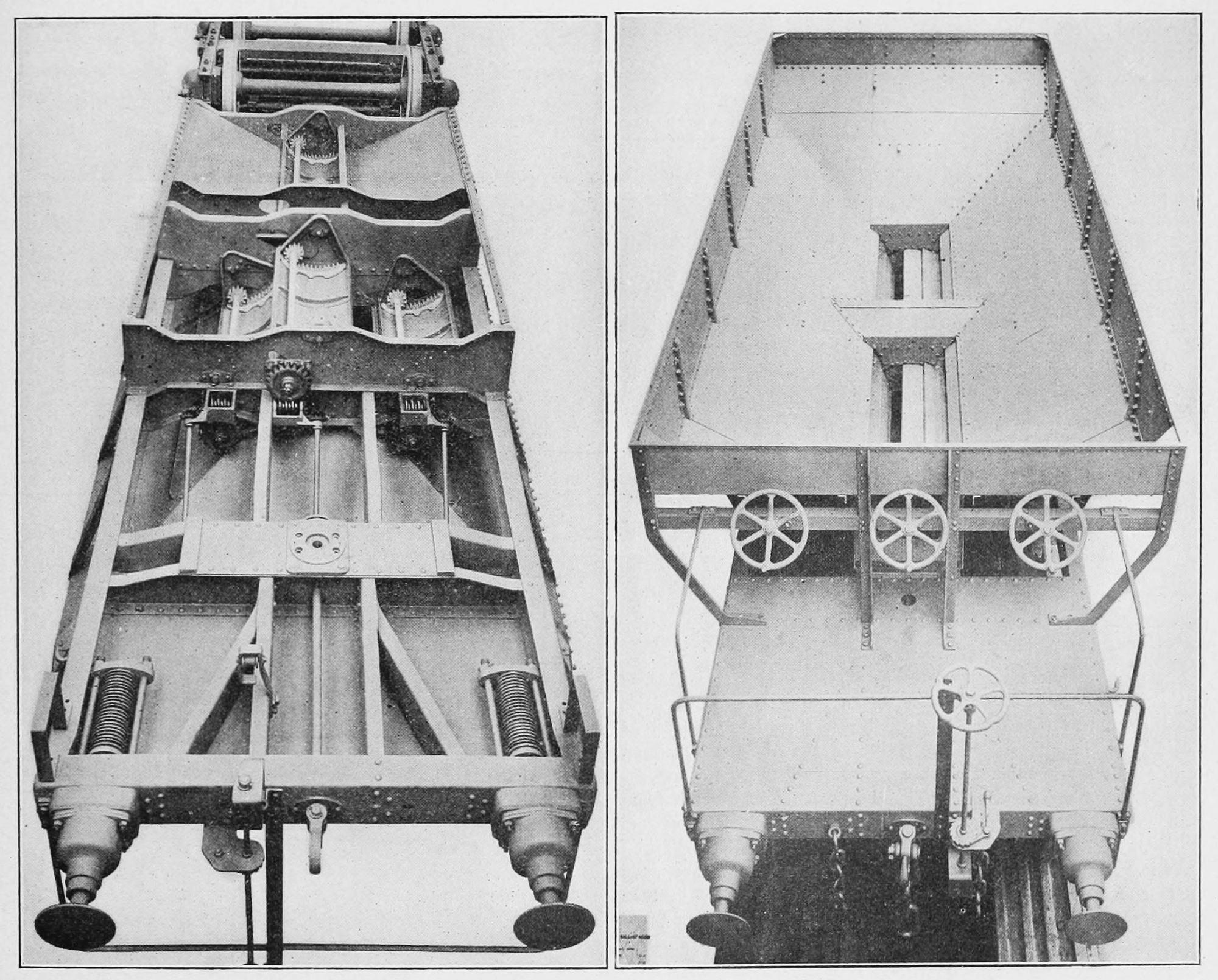
Links der Rahmen mit dem Mechanismus zum Öffnen und Schließen der Entladeklappen. Rechts Bedienungsbühne und Trichter von oben.

Die argentinische Ferrocarril Oeste de Buenos Aires (FCO), auch: Buenos Aires Western Railway (BAWR), beschaffte 1911 speziell entwickelte Schotterwagen mit dosierbarer Entladung zum Einschottern von Gleisen.

## Geschichte
Der Mangel an Arbeitskräften in Argentinien zu bestimmten Jahreszeiten hatte damals einen großen Einfluss auf den Entwurf dieser vollständig aus Stahl gefertigten Selbstentladewagen. Hauptziel war es eine Anordnung zu schaffen, die beim Arbeitseinsatz ein Minimum an Arbeitskräften und Aufmerksamkeit erforderte. 
1911 bestellte die FCO 50 Exemplare dieser Wagen bei der Leeds Forge Company in Großbritannien.

## Konstruktion
Die Wagen waren so konzipiert, dass der Inhalt in jede gewünschte Richtung entladen werden konnte, sei es auf der einen oder anderen Seite, in der Mitte oder gleichzeitig in verschiedene Richtungen. Die Entladegeschwindigkeit konnte von den Bedienungsbühnen aus reguliert und bei Bedarf gestoppt werden. Diese befanden sich ganz bewusst an beiden Wagenenden, damit zwei Wagen von zwei Mann während der Arbeitsfahrt entleert werden konnten. Durch die spezielle Bühnen- und Geländerkonstruktion konnte relativ gefahrlos von einem Wagen zum anderen übergewechselt werden.

## Weitere Wagen für Indien
Einige Jahre später bestellte die indische Great Indian Peninsula Railway (GIPR) ebenfalls solche Wagen, die auf dem gleichen Entwurf basierten und optisch fast identisch waren. Das Fahrgestell war 152 mm länger und der Trichter war 203 mm schmaler, dafür 45 mm höher. Zusammen ergab dies ein rund 1,9 Tonnen höheres Eigengewicht. Die GIPR war sehr zufrieden mit diesen Wagen und bestellte 1923 weitere 206 Stück davon.